# ギジェルモ・オチョア
フランシスコ・ギジェルモ・オチョア・マガニャ（Francisco Guillermo Ochoa Magaña スペイン語発音: [ɡiˈʝeɾmo oˈtʃo.a], 1985年7月13日 - ）は、メキシコ・グアダラハラ出身のサッカー選手。プリメイラ・リーガ・AVS所属。メキシコ代表。ポジションはGK。

## クラブ経歴

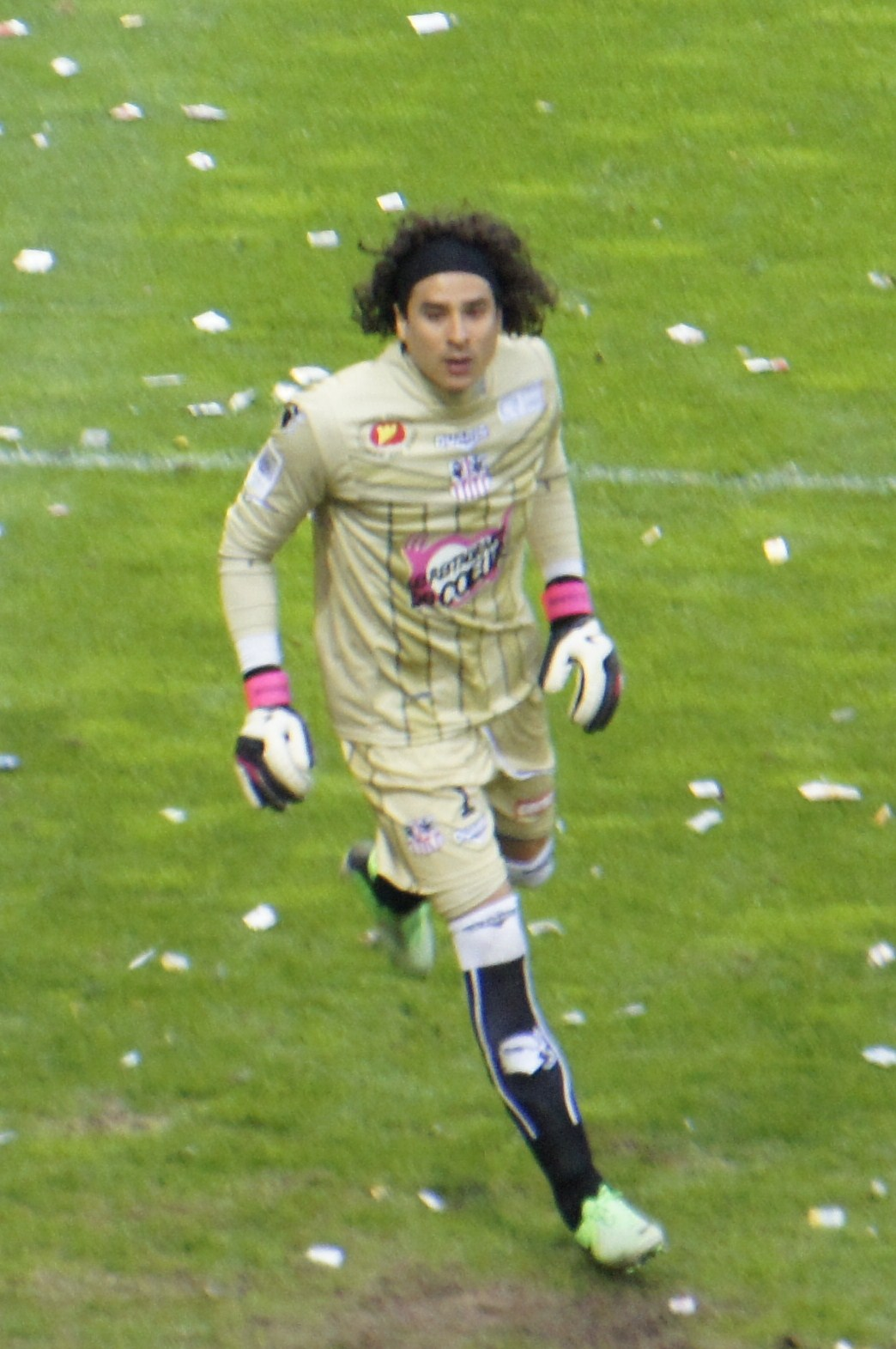
アジャクシオでのオチョア（2011年）

2004年2月、CFモンテレイ戦でデビュー。2011年7月9日、フランスのACアジャクシオへ移籍した。
2014年夏には、アジャクシオの2部降格と契約満了、ブラジルW杯での活躍などが重なり欧州の強豪クラブから関心を抱かれていたが、2014年8月1日、マンチェスター・シティへ移籍したウィリー・カバジェロの後釜としてマラガCFに3年契約で加入した。正GKのイドリス・カメニからポジションを奪うことが出来ずベンチ生活が続いたが、2016年3月5日のデポルティーボ・ラ・コルーニャ戦でカメニが負傷交代したため途中出場を果たしラ・リーガデビューを果たした。
2016年7月22日、グラナダCFに1年間のレンタル移籍が決定。2016-17シーズンは全試合にフル出場し5大リーグで最も多くのセーブを記録したが、クラブは82失点を喫しラ・リーガでの1シーズン史上最多失点数を更新するなど不安定なチーム状況もあって降格を経験した。

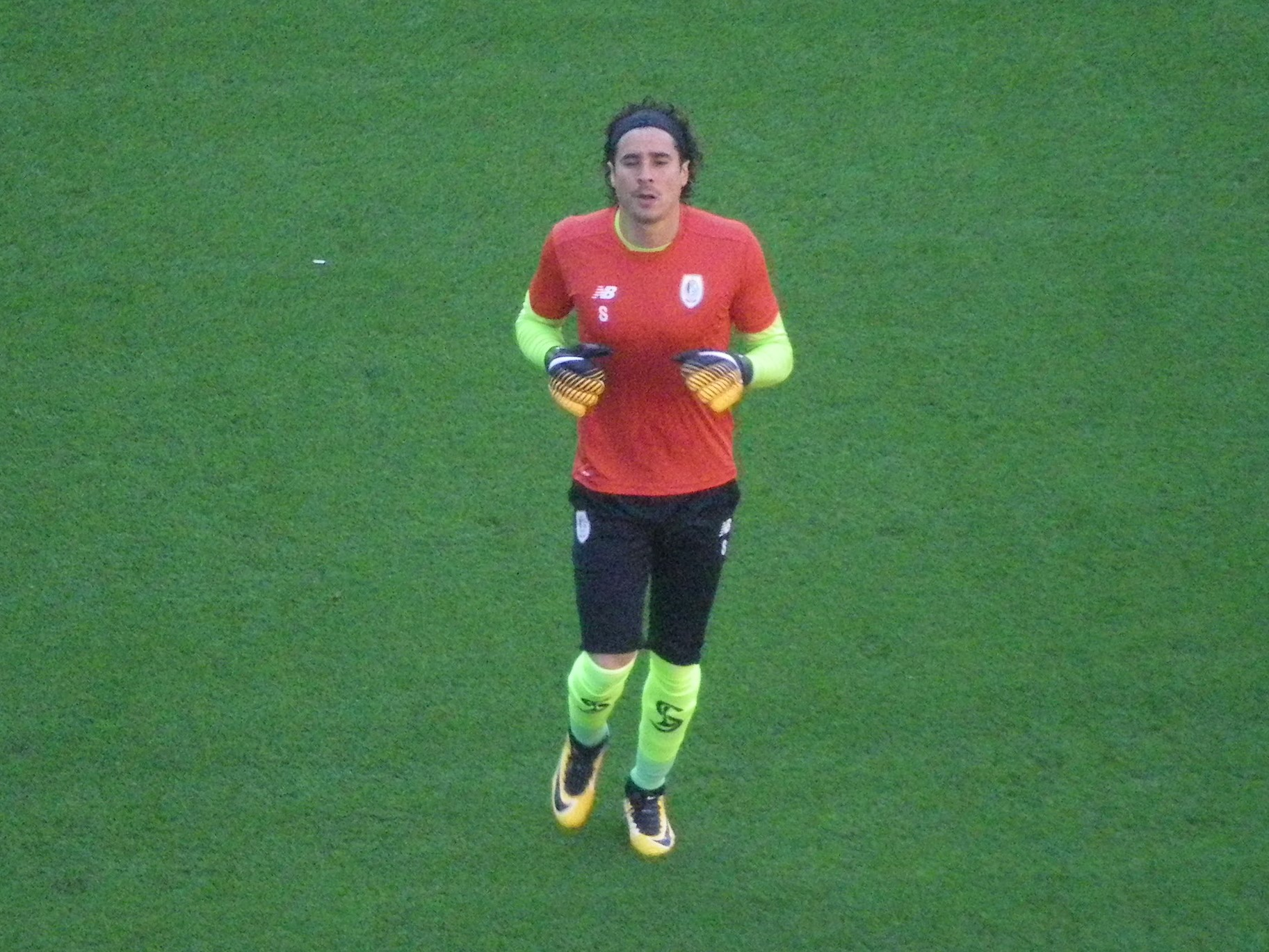
スタンダール・リエージュでのオチョア（2017年）

2017年7月9日、スタンダール・リエージュへ移籍した。背番号はゴールキーパーとしては珍しい8番。
2019年8月8日、クラブ・アメリカに移籍した。クラブ・アメリカでも一般的にはゴールキーパーではなくフィールドプレーヤーが着ける背番号6番を背負ってプレーした。
2022年12月23日、半年契約でUSサレルニターナ1919に加入することが発表された。なお、1年間の契約延長オプションが付帯する。リーグ第16節のACミラン戦でデビューを果たすと、その試合で好セーブを連発するデビューを飾り、デビュー2戦も含めると合計15のセーブを決めた。

## 代表経歴
2005年12月に行われたハンガリー戦でメキシコ代表デビュー。2006 FIFAワールドカップでは控えGKとして選出された。翌年のコパ・アメリカ2007では4試合に出場し、2失点に抑える活躍を見せた。特にグループステージ第一戦では大会15ゴールで優勝したブラジルを完封し、最終的にチームの3位に貢献した。この活躍から2007年のバロンドール投票でメキシコ人として初めて1ポイントを獲得し、30位タイに入った。

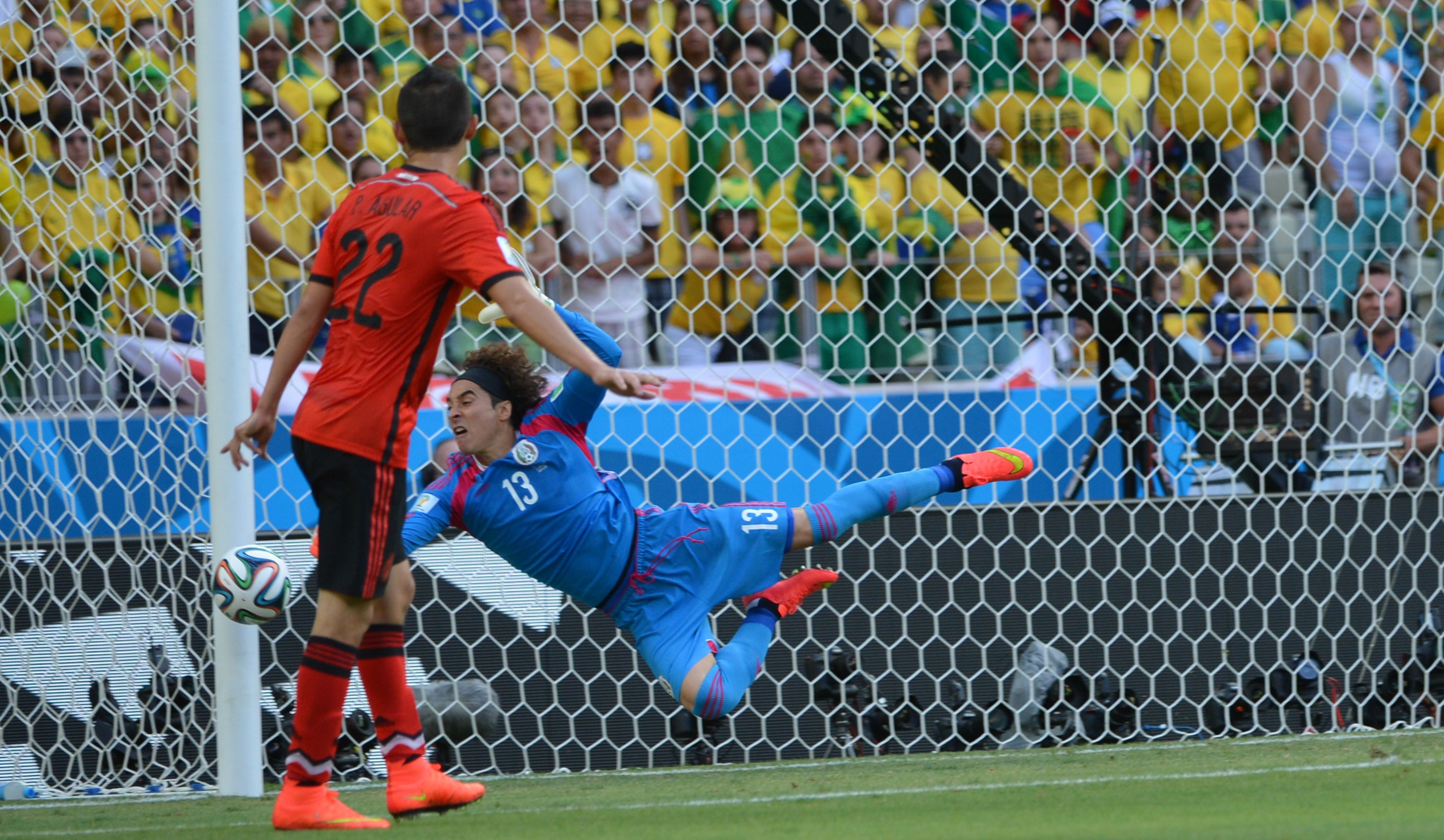
2014W杯・対ブラジル戦でシュートを止めるオチョア

2014 FIFAワールドカップではグループリーグのブラジル戦で好セーブを連発し、0-0のドローに持ち込んでマン・オブ・ザ・マッチに選出された。
2020年東京オリンピックでは、オーバーエイジ枠として選出。全試合に出場し、銅メダル獲得に貢献した。
2022年、ワールドカップ・カタール大会ではポーランド戦でロベルト・レヴァンドフスキのPKをセーブするなどの好守を見せたが、決勝トーナメントには進出出来なかった。

## 個人成績

### クラブ
2021年5月16日現在
| クラブ                   | シーズン | リーグ                             | リーグ | リーグ | カップ | カップ | 国際大会 | 国際大会 | その他 | その他 | 合計 | 合計 |
| クラブ                   | シーズン | リーグ                             | 出場   | 得点   | 出場   | 得点   | 出場     | 得点     | 出場   | 得点   | 出場 | 得点 |
| ------------------------ | -------- | ---------------------------------- | ------ | ------ | ------ | ------ | -------- | -------- | ------ | ------ | ---- | ---- |
| アメリカ                 | 2003-04  | メキシコ・プリメーラ・ディビシオン | 12     | 0      | —      | —      | 5        | 0        | —      | —      | 17   | 0    |
| アメリカ                 | 2004-05  | メキシコ・プリメーラ・ディビシオン | 31     | 0      | —      | —      | 4        | 0        | —      | —      | 35   | 0    |
| アメリカ                 | 2005-06  | メキシコ・プリメーラ・ディビシオン | 30     | 0      | —      | —      | —        | —        | 3      | 0      | 33   | 0    |
| アメリカ                 | 2006-07  | メキシコ・プリメーラ・ディビシオン | 42     | 0      | —      | —      | 17       | 0        | —      | —      | 59   | 0    |
| アメリカ                 | 2007-08  | メキシコ・プリメーラ・ディビシオン | 26     | 0      | —      | —      | 9        | 0        | —      | —      | 35   | 0    |
| アメリカ                 | 2008-09  | メキシコ・プリメーラ・ディビシオン | 32     | 0      | 3      | 0      | –        | –        | –      | –      | 35   | 0    |
| アメリカ                 | 2009-10  | メキシコ・プリメーラ・ディビシオン | 28     | 0      | 4      | 0      | –        | –        | –      | –      | 32   | 0    |
| アメリカ                 | 2010-11  | メキシコ・プリメーラ・ディビシオン | 38     | 0      | —      | —      | 7        | 0        | —      | —      | 45   | 0    |
| アメリカ                 | 合計     | 合計                               | 239    | 0      | 7      | 0      | 42       | 0        | 3      | 0      | 291  | 0    |
| サン・ルイス (loan)      | 2004-05  | プリメーラ・ディビシオンA          | 1      | 0      | —      | —      | —        | —        | —      | —      | 1    | 0    |
| アジャクシオ             | 2011-12  | リーグ・アン                       | 37     | 0      | 2      | 0      | –        | –        | –      | –      | 39   | 0    |
| アジャクシオ             | 2012-13  | リーグ・アン                       | 38     | 0      | 1      | 0      | –        | –        | –      | –      | 39   | 0    |
| アジャクシオ             | 2013-14  | リーグ・アン                       | 37     | 0      | 1      | 0      | –        | –        | –      | –      | 38   | 0    |
| アジャクシオ             | 合計     | 合計                               | 112    | 0      | 4      | 0      | —        | —        | —      | —      | 116  | 0    |
| マラガ                   | 2014-15  | ラ・リーガ                         | —      | —      | 6      | 0      | —        | —        | —      | —      | 6    | 0    |
| マラガ                   | 2015-16  | ラ・リーガ                         | 11     | 0      | 2      | 0      | —        | —        | —      | —      | 13   | 0    |
| マラガ                   | 合計     | 合計                               | 11     | 0      | 8      | 0      | —        | —        | —      | —      | 19   | 0    |
| グラナダ (loan)          | 2016-17  | ラ・リーガ                         | 38     | 0      | 1      | 0      | —        | —        | —      | —      | 39   | 0    |
| スタンダール・リエージュ | 2017-18  | ベルギー・プロ・リーグ             | 38     | 0      | —      | —      | —        | —        | —      | —      | 38   | 0    |
| スタンダール・リエージュ | 2018-19  | ベルギー・プロ・リーグ             | 40     | 0      | —      | —      | 8        | 0        | —      | —      | 48   | 0    |
| スタンダール・リエージュ | 合計     | 合計                               | 78     | 0      | —      | —      | 8        | 0        | —      | —      | 86   | 0    |
| アメリカ                 | 2019-20  | リーガMX                           | 29     | 0      | —      | —      | 2        | 0        | —      | —      | 31   | 0    |
| アメリカ                 | 2020-21  | リーガMX                           | 32     | 0      | —      | —      | 4        | 0        | —      | —      | 36   | 0    |
| アメリカ                 | 合計     | 合計                               | 61     | 0      | —      | —      | 6        | 0        | —      | —      | 67   | 0    |
| 通算                     | 通算     | 通算                               | 540    | 0      | 20     | 0      | 56       | 0        | 3      | 0      | 619  | 0    |

## 代表歴

### 出場大会
- メキシコ代表
  - 2006 FIFAワールドカップ
  - 2010 FIFAワールドカップ
  - 2014 FIFAワールドカップ
  - 2018 FIFAワールドカップ
  - 2022 FIFAワールドカップ

### 試合数
- 国際Aマッチ 149試合 0得点（2005年-）[19]

| メキシコ代表 | 国際Aマッチ | 国際Aマッチ |
| 年           | 出場        | 得点        |
| ------------ | ----------- | ----------- |
| 2005         | 1           | 0           |
| 2006         | 0           | 0           |
| 2007         | 13          | 0           |
| 2008         | 3           | 0           |
| 2009         | 16          | 0           |
| 2010         | 8           | 0           |
| 2011         | 6           | 0           |
| 2012         | 3           | 0           |
| 2013         | 5           | 0           |
| 2014         | 11          | 0           |
| 2015         | 8           | 0           |
| 2016         | 5           | 0           |
| 2017         | 12          | 0           |
| 2018         | 9           | 0           |
| 2019         | 9           | 0           |
| 2020         | 1           | 0           |
| 2021         | 12          | 0           |
| 2022         | 13          | 0           |
| 2023         | 14          | 0           |
| 2024         |             |             |
| 通算         | 149         | 0           |

## タイトル

### クラブ
クラブ・アメリカ
- メキシコ・プリメーラ・ディビシオン : クラウスーラ2005
- CONCACAFチャンピオンズカップ : 2006
- インテルリーガ : 2008
- カンペオン・デ・カンペオーネス : 2004-05

### 代表
メキシコ代表
- CONCACAFゴールドカップ : 2009, 2011, 2015

### 個人
- メキシコ・プリメーラ・ディビシオン 最優秀ゴールキーパー : アペルトゥーラ2006, クラウスーラ2007
- CONCACAF ゴールドカップ 優秀選手 : 2009